# Piet Hein Donner

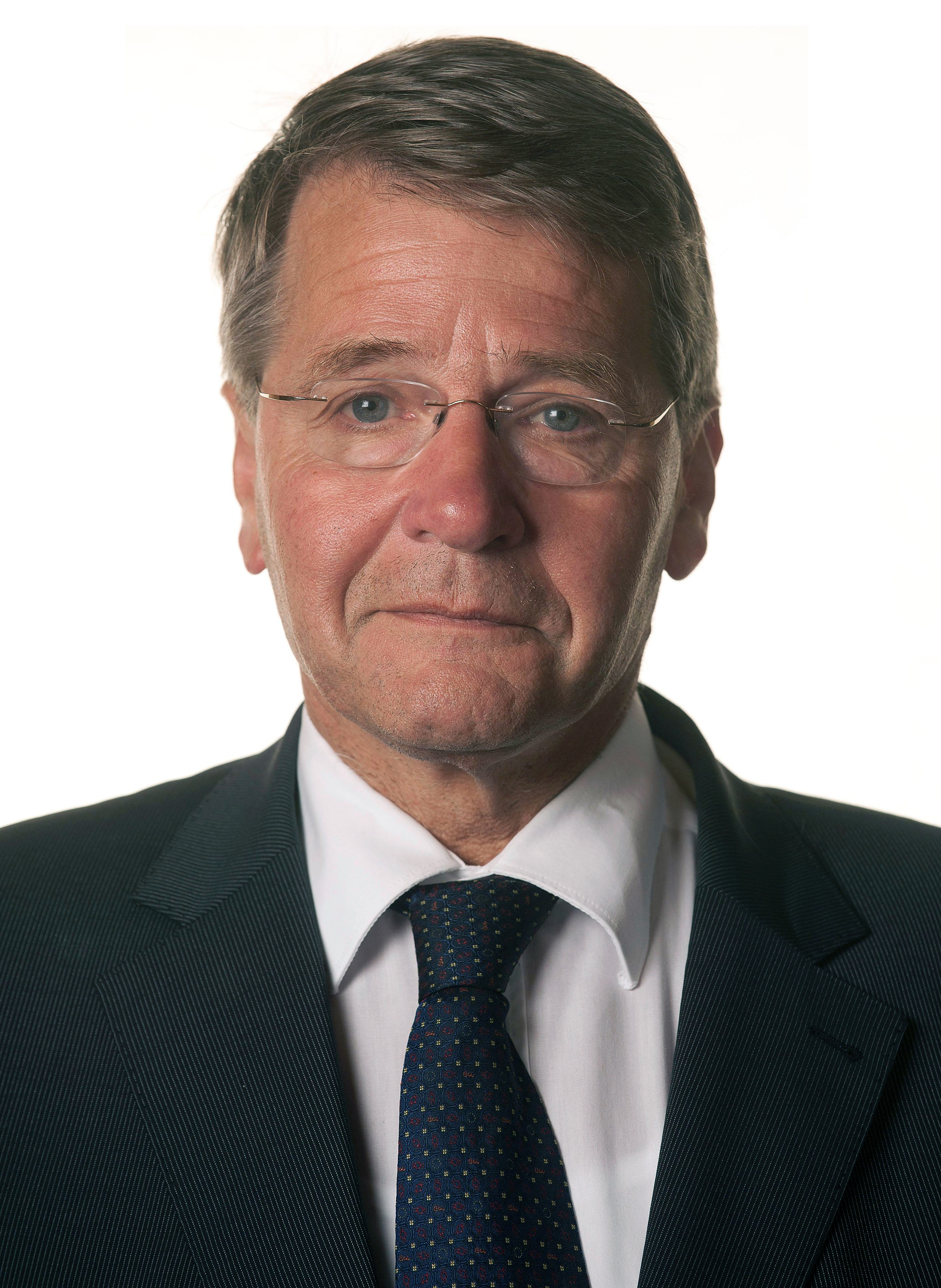
Piet Hein Donner

Jan Pieter Hendrik „Piet Hein“ Donner (* 20. Oktober 1948 in Amsterdam) ist ein niederländischer Politiker des Christen-Democratisch Appèl (CDA).

## Leben
Donner wuchs in einer protestantischen Familie auf. Sein Vater war André Donner, der als Richter am Europäischen Gerichtshof von 1958 bis 1979 tätig war. Nach seiner Schulzeit studierte Donner Rechtswissenschaften an der Freien Universität Amsterdam, wo er 1974 graduierte. Donner wurde Mitglied der Partei CDA. Vom 17. Mai 1994 bis 22. Februar 2007 war Donner Abgeordneter in der Zweiten Kammer der Generalstaaten. Vom 22. Juli 2002 bis 21. September 2006 war Donner Justizminister in den Kabinetten Balkenende I, Balkenende II und Balkenende III. 2006 trat Donner als Justizminister zurück. Auslöser war ein öffentlicher Bericht über die Ursachen des Todes von elf Menschen bei einem Brand am Gefängnis des Flughafens Schiphol.
Vom 22. Februar 2007 bis den 14. Oktober 2010 war Donner Sozial- und Arbeitsminister der Niederlande im Kabinett Balkenende IV. Danach war er Minister für innere Angelegenheiten und Königreichsbeziehungen im Kabinett Rutte I. Am 16. Dezember 2011 legte er dieses Amt nieder, um das Amt des Vizepräsidenten des Raad van State (Staatsrats) zu übernehmen. Das Amt des Vizepräsidenten hatte er vom 1. Februar 2012 bis zum 1. November 2018 inne. Seit Dezember 2018 ist er Staatsminister.
Donner lebt in Den Haag und ist Mitglied der Protestantischen Kirche in den Niederlanden.

## Umstrittene Äußerungen über eine denkbare Einführung der Scharia
Im Jahre 2006 riefen seine Äußerungen als Justizminister über die denkbare Möglichkeit, dass die Scharia, also das islamische Gottesgesetz, eines Tages auf demokratischem Wege in den Niederlanden verfassungsrechtlich verankert werden könnte, eine Protestwelle hervor:
„Es ist für mich von sicherer Gewissheit: wenn morgen zwei Drittel aller Niederländer die Scharia einführen wollten, dann muss diese Möglichkeit gegeben sein. Könnte man es legal vereiteln? Es wäre auch ein Skandal zu sagen ‚das ist nicht erlaubt!‘ Die Mehrheit zählt. Das ist die Essenz der Demokratie.“
Diese Aussage wurde von Parteien jeglichen politischen Spektrums grundsätzlich abgelehnt, ebenso wie von einem muslimischen Führer.
Seine Kritiker hielten ihm entgegen, dass die Scharia nicht mit der Europäischen Menschenrechtskonvention des Europarates vereinbar sei, welche in den Niederlanden – wie in der gesamten EU – geltendes Recht ist. Der Europäische Gerichtshof für Menschenrechte in Straßburg (EGMR) urteilte nämlich in mehreren Verfahren, dass die Scharia „inkompatibel mit den fundamentalen Prinzipien in der Demokratie“ sei.